# وروار أرجواني اللحية
وروار أرجواني اللحية (الاسم العلمي: Meropogon forsteni) هو نوع من الطيور يتبع جنس الوروار الأرجواني من فصيلة الوروارية.